# Francis Nichol
Francis David Nichol (Thirlmere, New South Wales, Austrália, 1897 - 1966) foi um editor, escritor, líder da Igreja Adventista do Sétimo Dia e apologista do ministério profético de Ellen G. White.
Em 1965, Walter Martin o descreveu como "o maior apologista da Igreja Adventista".

## Biografia
Francis D. Nichol nasceu em 14 de fevereiro de 1897 em Thirlmere, New South Wales na Austrália. Filho de John Nichol e Maria, que se tornaram adventistas depois de ler uma cópia descartada da Review and Herald (Revista Adventista no Brasil). Em 1905, quando Francis tinha oito anos, sua família emigrou para Loma Linda, Califórnia.
Em 1920 graduou-se em Teologia na Pacific Union College. Em 1921, Nichol se juntou à equipe editorial de Signs of the Times (Sinais dos Tempos) e em 1927 tornou-se editor-associado da Review and Herald. Depois da aposentadoria de Francis M. Wilcox em 1945, Nichol tornou-se editor da Reviw and Herald, ocupando o cargo até sua morte em junho de 1966.
Francis Nichol foi um autor prolífico e escreveu várias obras. Dentro as de destaque se encontram Respostas a Objeções, que foi publicada em 1932, 1947 e 1952, e que fazia uma ampla defesa das doutrinas da Igreja Adventista do Sétimo Dia, mostrando que a denominação fazia parte do ramo evangélico. Outro importante livro de Nichol foi o The Midnight Cry(1944). Nessa obra, Francis abriu caminho para que o Movimento Milerita fosse visto como parte de uma tendência protestante prevaleceste na década de 1840.
Ele também foi presidente do Ellen G. White Estate, participou do conselho de administração e foi editor e supervisor do Seventh-day Adventist Bible Commentary.
Nichol também escreveu duas obras apologéticas sobre o ministério profético de Ellen G. White: Ellen G. White and Her Critics: An Answer to the Major Charges that Critics Have Brought Against Mrs. Ellen G. White (1951), e Why I Believe in Mrs. E. G. White (1964). Todas essas obras de Nichol concorreram melhorar a imagem pública do adventismo. Além disso, Francis Nichol fez uma tentativa bem sucedida de tornar o adventismo mais cristão. Através de suas contribuições históricas sobre as doutrinas da denominação, Nichol ajudou a esclarecer os equívocos a respeito do adventismo do sétimo dia e melhorar a imagem pública do adventismo.

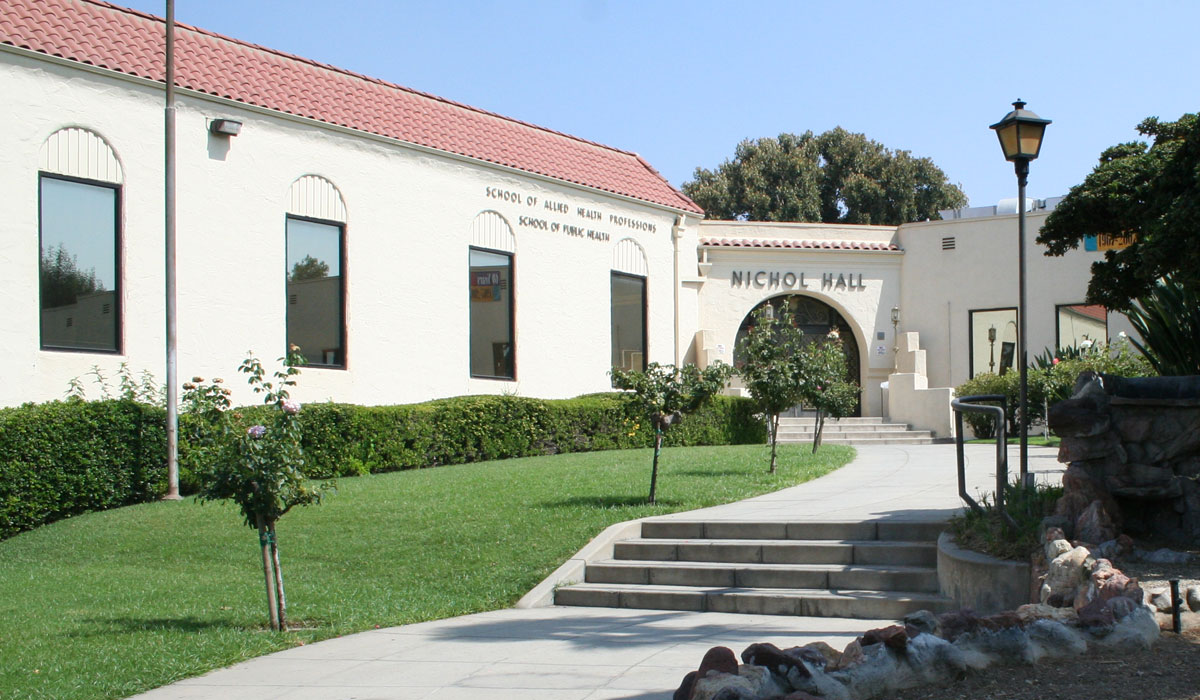
Nichol Hall em Loma Linda

A biografia padrão de Nichol é: Miriam G. Wood e Kenneth H. Wood: His Initials Were F.D.N.: A Life Story of Elder F. D. Nichol, for Twenty-one Years Editor of the Review and Herald (1967). A edição comemorativa da Review and Herald de 10 de junho de 1966, que trouxe um esboço da vida de FD Nichol, escrita por Raymond F. Cottrell.
A Nichol Hall é um espaço na Universidade de Loma Linda, em Loma Linda, na Califórnia. Atualmente, serve como sala de aula, escritório, laboratório e espaço para as Escolas da Allied Health Professions em Saúde Pública. Anteriormente, partes da estrutura serviu como um sanatório.

## Publicações

### Livros
- Repostas a Objeções. Tatuí: Casa, 2004.
- Deus e Evolução. Santo André: Casa, 1974.